# Doktor Pascal

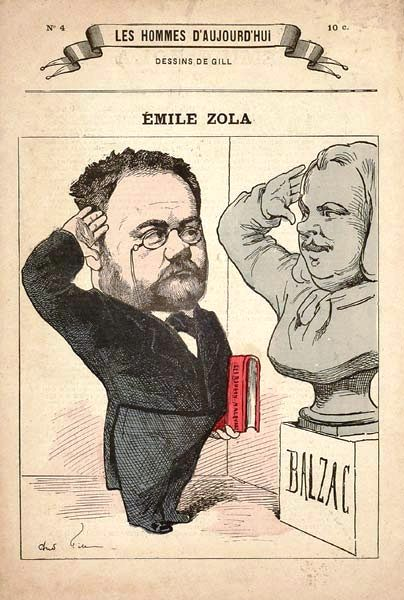
Zola, mit dem Rougon-Macquart unter dem Arm, grüßt die Statue von Balzac

Doktor Pascal (französisch Le Docteur Pascal) ist ein Roman des Schriftstellers Émile Zola. Er bildet den zwanzigsten und letzten Band des Rougon-Macquart-Zyklus. Die Erstausgabe erschien im Juni 1893 bei Charpentier. Zentrale Themen sind Zolas genetische Vererbungstheorie sowie das Spannungsverhältnis zwischen Religion und Wissenschaft. Die Handlung setzt 1872 ein. Es ist somit der einzige Roman, der nach dem Sturz Napoleons III. spielt. Die Titelfigur Dr. Pascal ist der 1813 geborene Sohn von Pierre und Félicité Rougon, die dem Leser aus dem ersten Band Das Glück der Familie Rougon bekannt sind.

## Handlung

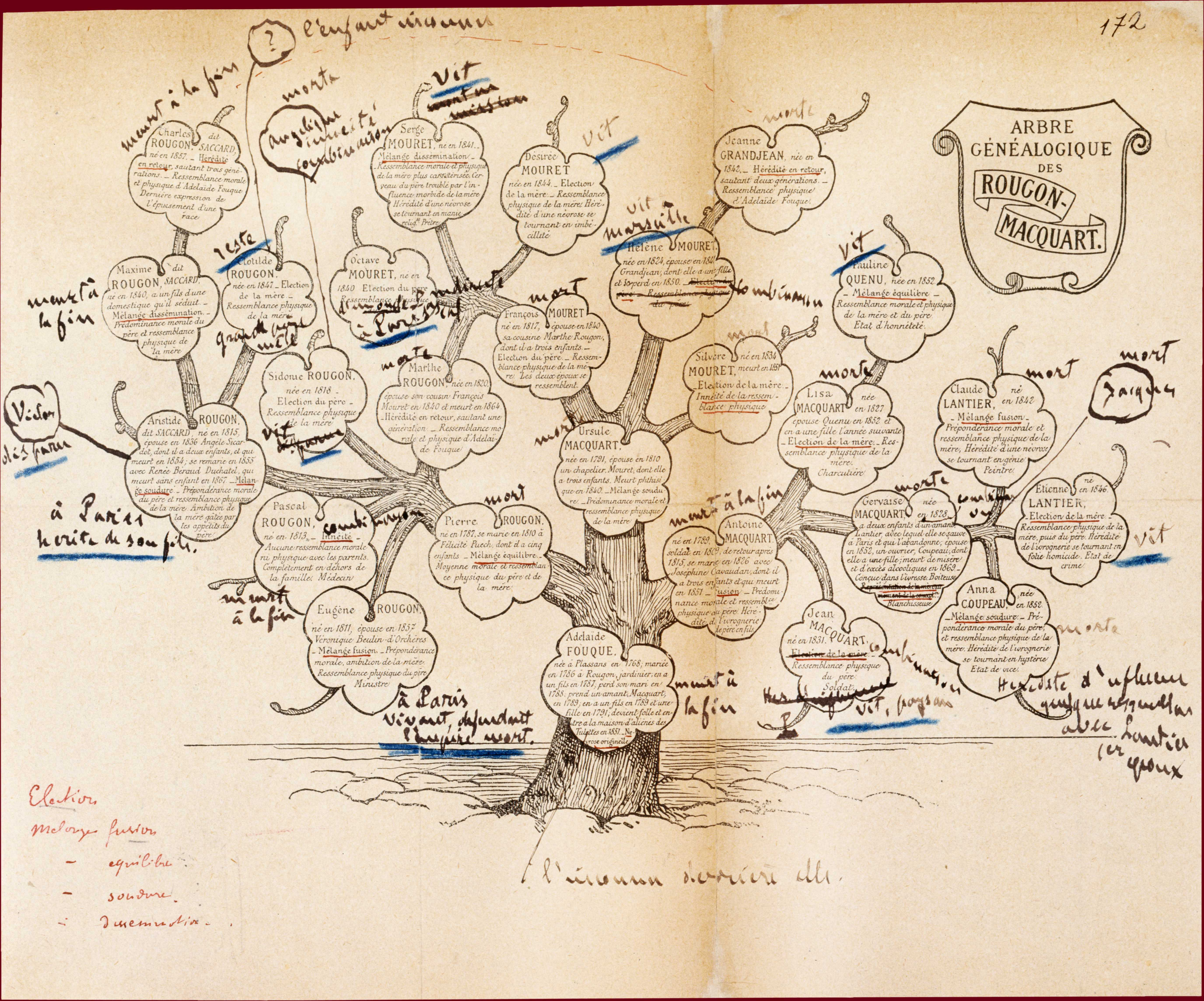
Letzter Rougon-Macquart-Stammbaum für den Dr. Pascal aus dem Jahre 1892

Der Mediziner Dr. Pascal lebt und praktiziert seit 30 Jahren in der fiktiven Stadt Plassans. Sein Leben lang hat er Material über die Mitglieder seiner Familie gesammelt, um beispielhaft die Gesetze der genetischen Vererbung zu untersuchen, einschließlich vererbter Eigenschaften und Krankheiten. Dr. Pascal hat ein Serum entwickelt, das nervliche Erkrankungen und Tuberkulose heilen kann.
Seine schöne Nichte Clotilde sieht in Pascals Arbeit eine Verleugnung der Allmacht Gottes. Sie drängt ihn, die gesammelten Dokumente zu vernichten, was er ablehnt. Er zeigt und erklärt Clotilde seine Familienakten. Sie erkennt den Wert der Unterlagen. Clotilde und Pascal beginnen ein Liebesverhältnis. Dieses uneheliche Verhältnis stößt auf die Ablehnung von Pascals Mutter Félicité. Diese wünscht zudem, die Familienakte zu vernichten, um die Familienehre rein zu halten.
Als Clotildes Bruder Maxime in Paris schwer an Ataxie erkrankt, bittet er seine Schwester, zu ihm zu kommen und ihn zu pflegen. Félicité unterstützt dieses Bestreben, um Clotilde zu entfernen und so leichter einen Weg zu finden, die Papiere zu vernichten. Der Bankier, dem Pascal seine Ersparnisse anvertraut hat, flüchtet mit dem Geld. Da der Doktor nun nahezu mittellos ist und Clotilde ein Leben in Armut ersparen will, bringt er sie dazu, dem Wunsch des Bruders zu entsprechen. Später kann aus der Konkursmasse doch noch eine größere Summe für Pascal gerettet werden.
Zu diesem Zeitpunkt ist er bereits schwer erkrankt. Aus einem Brief seiner Nichte erfährt er, dass sie ein Kind von ihm erwartet. Er ruft sie zurück, stirbt aber kurz vor ihrem Eintreffen. Während Clotilde am Totenbett einschläft, werfen Félicité und Pascals Dienerin Martine die Familiendokumentation und andere Arbeiten Pascals ins Feuer und vernichten damit sein gesamtes wissenschaftliches Schaffen. Einige Monate später hat Clotilde einen gesunden Sohn zur Welt gebracht. Die Babywäsche lagert in dem Schrank, in dem vorher die Papiere lagen.
Am Rande erfährt der Leser vom Schicksal weiterer Familienangehöriger.
- Adelaïdes ältester Sohn und Ehemann Félicités, Pierre Rougon, verbrennt zwei Tage vor dem Tod der Mutter im Vollrausch.
- Charles, der illegitime Sohn von Maxime, stirbt während eines Besuchs bei Tante Dide einen Tag vor deren Tod an einer Hirnblutung.
- Adelaïde Fouque, genannt Tante Dide, stirbt, nachdem sie 21 Jahre in geistiger Umnachtung im Irrenhaus verbracht hat, im Alter von 105 Jahren.
- Eugène Rougon, Pascals älterer Bruder, ist wieder Abgeordneter und verteidigt den gestürzten Imperator.
- Aristide Saccard, Pascals jüngerer Bruder, ist nach dem im Roman Das Geld geschilderten Zusammenbruch der Banque Universelle nach Belgien ins Exil gegangen. Nach einer Amnestie ist er nach Frankreich zurückgekehrt. Im Handlungszeitraum ist er Herausgeber einer großen Zeitung und arbeitet an einer neuen Karriere.
- Victor, der illegitime Sohn Aristides, bleibt verschwunden.
- Sidonie Rougon, Pascals Schwester, ist nach langer Armut zu Geld gekommen. Sie finanziert ein Heim für ledige Mütter.
- Octave Mouret, der Eigentümer des Kaufhauses Paradies der Damen, und seine Frau, die ehemalige Verkäuferin Denise, haben zwei Kinder: eine kränkliche Tochter und einen gesunden und kräftigen Sohn.
- Serge Mouret, bekannt aus Die Sünde des Abbé Mouret, lebt mit seiner Schwester Desireé in religiöser Zurückgezogenheit. Am Ende des Bandes steht sein Tod unmittelbar bevor.
- Hélène Mouret und ihr Ehemann Rambaud aus dem Roman Ein Blatt Liebe leben kinderlos in Marseille.
- Pauline Quenu aus dem Roman Die Freude am Leben lebt noch immer in Bonneville, wo sie Lazares Sohn Paul aufzieht. Ihr Onkel Chanteau ist inzwischen gestorben. Lazare ist verwitwet nach Amerika ausgewandert.
- Étienne Lantier aus dem Roman Germinal ist aufgrund seiner Beteiligung an der Pariser Kommune zur Verbannung nach Neu Kaledonien verurteilt worden. Dort hat er unbestätigten Angaben zufolge geheiratet und eine Tochter bekommen.
- Jean Macquart, Protagonist in den Romanen Die Erde und Der Zusammenbruch, hat geheiratet. Er lebt in einer Stadt unweit von Plassans. Er und seine Frau haben zwei gesunde und lebhafte Kinder. Am Ende des Bandes erwarten sie ein drittes Kind.

Die Handlung schließt mit der Hoffnung, dass mit den neugeborenen Kindern ein gesunder Familienzweig entstehen werde.